# Saint-Sauvant, Vienne

Saint-Sauvant este o comună în departamentul Vienne, Franța. În 2009 avea o populație de 1,319 de locuitori.